# Дікінсон Річардс
Дікінсон Річардс (англ. Dickinson Woodruff Richards, Jr.) (30 жовтня 1895, Орандж, Нью-Джерсі — 23 лютого 1973) — американський кардіолог, член Національної академії наук США.

## Біографія
Закінчив Єльський університет. У 1922 році закінчив Колумбійський університет; у 1947—1961 роках — професор медицини, в 1945—1961 роках керівник медичного відділу госпіталю Белвью (Нью-Йорк).

## Основні роботи
Спільно з А. Курнаном розробив нові методи дослідження функцій серця і легень (у тому числі катетеризацію серця) у нормі та патології; дослідив особливості серцевої діяльності в умовах травматичного шоку.

## Нобелівська премія
Нобелівська премія (1956, спільно з А. Курнаном і В. Форсманом).

## Твори
- «Circulation of the blood: Men and ideas», Ann Intern Med. 1 September 1964; 61(3):592-594 (спільно з AP Fishman).

1. ↑  Find a Grave — 1996.
2. ↑  Geni.com — 2006.